# Schwab (Familienname)
Schwab ist ein deutschsprachiger Familienname.

## Herkunft und Bedeutung
Schwa(a)b, Schwabe:
- 1. Herkunftsnamen (Stammesnamen) zu mittelhochdeutsch Swāp, Swāb(e) >Schwabe<.
- 2. Übernamen für jemanden, der Beziehungen (z. B. Handelsbeziehungen) zu Schwaben hatte.
- Konrad Swap ist 1301 in Bozen bezeugt,[1] Gotz Swab 1316 in Nürnberg.[2]

## Varianten
- Schwaab

## Namensträger

### A
- Adolf Schwab (Ornithologe) (1807–1891), deutsch-mährischer Ornithologe
- Adolf Schwab (Politiker) (1833–1897), österreichischer Industrieller und Politiker, Abgeordneter zum Reichstag
- Adolf Schwab (Offizier) (1869–1940), deutscher Generalmajor und Polizeioffizier
- Adolf J. Schwab (* 1937), deutscher Elektrotechniker und Hochschullehrer
- Albert Schwab (1863–1914), böhmisch-österreichischer Unternehmer
- Albrecht Schwab (* vor 1965), deutscher Physiologe und Hochschullehrer
- Alexander Schwab (1887–1943), deutscher Politiker (USPD, KAPD) und Publizist
- Alfred Schwab (1913–2002), Schweizer Forstmann und Ornithologe
- Andrea Schwab (* 1958), österreichische Sängerin, Lehrende für Stimmbildung und Publizistin
- Andreas Schwab (Bobfahrer) (* 1952), österreichischer Bobfahrer
- Andreas Schwab (Geograph) (* 1968), deutscher Geograph, Didaktiker und Hochschullehrer
- Andreas Schwab (Historiker) (* 1971), Schweizer Historiker, Politiker und Kulturmanager
- Andreas Schwab (Politiker) (* 1973), deutscher Politiker (CDU)
- Andreas Schwab (Philologe) (* 1977), deutscher Philologe
- Anselm II. Schwab (1713–1778), deutscher Zisterzienser, Abt von Salem
- Anselm Peter Schwab (1910–1983), österreichischer Benediktinermönch und katholischer Theologe
- Arthur Tell Schwab (1896–1945), Schweizer Geher

### B
- Barbara Schwab († 1505), deutsches Opfer der Hexenverfolgung
- Bernd Schwab (* 1958), deutscher Boxer und Boxtrainer
- Bernhard Schwab (* 1960), deutscher Politikmanager
- Brandon Schwab (* 1974), US-amerikanischer Basketballschiedsrichter

### C
- Carina Schwab (* 1990), deutsche Rennrodlerin
- Carola Schwab (* 1959), deutsche Balletttänzerin und Tanzpädagogin
- Charles Schwab (* 1937), US-amerikanischer Unternehmer
- Charles M. Schwab (1862–1939), US-amerikanischer Industrieller
- Charlotte Schwab (* 1952), Schweizer Schauspielerin
- Christian Schwab (* 1969), deutscher Badmintonspieler und -trainer
- Christiane Schwab (* 1982), deutsche Ethnologin und Hochschullehrerin
- Christoph Schwab (* 1962), Schweizer Mathematiker und Hochschullehrer
- Christoph Theodor Schwab (1821–1883), deutscher Publizist, Gymnasiallehrer, Literarhistoriker und Publizist
- Coa Schwab (* 1976), US-amerikanischer Komponist und Oboist
- Corey Schwab (* 1970), kanadischer Eishockeytorwart
- Corinna Schwab (* 1999), deutsche Leichtathletin
- Curt E. Schwab (1903–1972), deutscher Verleger

### D
- David Schwab (1748–1823), Schweizer Kaufmann, Bankier und Politiker
- Dieter Schwab (* 1935), deutscher Rechtswissenschaftler
- Dietrich Schwab, deutscher Schriftsteller des frühen 17. Jahrhunderts

### E
- Eigil Wilhelm Schwab (1882–1952), schwedischer Maler, Grafiker und Illustrator
- Elke Schwab (* 1964), deutsche Schriftstellerin
- Emil Schwab (Fabrikant) (1861–1928), Schweizer Fabrikant
- Emil Schwab (Mathematiker) (Emil Daniel Schwab), deutscher Mathematiker und Hochschullehrer
- Éric Schwab (1910–1977), französischer Fotograf
- Erich Schwab (* 1960), österreichischer Sänger, Organist und Musikpädagoge
- Ernst Schwab (* 1950/1951), deutscher Geistlicher, Gestalttherapeut und Autor
- Erwin Schwab (* 1964), deutscher Astronom
- Eugen Schwab (1892–1965), deutscher Bildhauer

### F
- Fabian Schwab, deutscher Schauspieler
- Felix Schwab (1858/1859–1922), böhmisch-österreichischer Unternehmer und Herausgeber
- Ferdinand Schwab (1882–1976), deutscher Verleger
- Fernand Schwab (1890–1954), Schweizer Wirtschafts- und Industriehistoriker
- Frank Schwab (* 1963), deutscher Medienpsychologe
- Franz Schwab (1855–1910), österreichischer Astronom und Meteorologe
- Friederike Schwab (* 1941), österreichische Schriftstellerin und Künstlerin
- Friedrich Schwab (Antiquar) (1803–1869), Schweizer Antiquar, Sammler und Pfahlbauforscher
- Friedrich Schwab (Unternehmer) (1912–1992), deutscher Unternehmer
- Fritz Schwab (1919–2006), Schweizer Leichtathlet
- Fritz Schwab jun. (1932–2022), österreichischer Manager

### G
- Gabriele Schwab (* 1946), Literaturwissenschaftlerin und Hochschullehrerin
- Gallus Schwab (1779–1837), deutscher Theologe und Priester
- Georg Schwab (Politiker) (1901–1979), deutscher Politiker (FDP), MdL Bayern
- Georg Schwab (Snowboarder) (* 1985), österreichischer Snowboarder
- Georg-Maria Schwab (1899–1984), deutscher Physikochemiker
- George D. Schwab (* 1931), US-amerikanischer Politikwissenschaftler und Hochschullehrer
- Gernot Schwab (* 1979), österreichischer Naturbahnrodler
- Gottfried Schwab (1851–1903), deutscher Dichter und Schriftsteller
- Günther Schwab (1904–2006), österreichischer Schriftsteller
- Günther Schwab (Geologe) (1932–1996), deutscher Geologe, Zwillingsbruder von Max Schwab (Geologe), Präsident des Landesamts für Bergbau, Geologie und Rohstoffe Brandenburg
- Gustav Schwab (1792–1850), deutscher Schriftsteller
- Gustav von Schwab (1853–1912), deutscher Jurist
- Gustav Schwab (Schauspieler) (1866–1944), Schauspieler
- Gustav Schwab (Filmschaffender) (1877–1938), deutscher Filmproduzent und Manager (Internationale Film AG, Luna Film AG)

### H
- Hanni Schwab (1922–2004), Schweizer Archäologin
- Hans Schwab (Architekt) (1875–1950), Schweizer Architekt
- Hans Schwab (Mediziner) (1910–1976), deutscher Psychiater, Neurologe und Hochschullehrer
- Hans Schwab (Philologe) (1924–2016), Klassischer Philologe
- Hans Schwab (Radsportler) (1932–2012), deutscher Radrennfahrer
- Hans Schwab-Felisch (1918–1989), deutscher Journalist
- Hans Schwab-Guillod (1917/1918–1997), Schweizer Unternehmensgründer
- Helge Schwab (* 1971), deutscher Politiker
- Heinrich Schwab (Geistlicher) (1882–1963), deutscher katholischer Pfarrer, Maler und Zeichner
- Heinrich Schwab (Verleger) (vor 1907–1983), deutscher Verleger
- Heinrich W. Schwab (1938–2025), deutscher Musikwissenschaftler
- Heinz Schwab (* 1941), Schweizer Landwirt, Verbandsfunktionär und Politiker
- Hermann Schwab (Journalist) (1879–1962), deutscher Journalist
- Hermann Schwab (Politiker) (1917–2000), deutscher Unteroffizier und Politiker
- Hilde Schwab (* 1946), Schweizer Unternehmerin und Stifterin
- Horst Schwab (1935–2017), deutscher Maler und Bildhauer
- Hubert Schwab (Politiker), österreichischer Politiker (ÖVP), Steiermärkischer Landtagsabgeordneter
- Hubert Schwab (Radsportler) (* 1982), Schweizer Radrennfahrer

### I
- Ingo Schwab (* 1950), deutscher Historiker und Archivar

### J
- Januarius Schwab (1668–1742), deutscher Ordensgeistlicher, Abt von Münsterschwarzach
- Jelysaweta Schwab (* 2007), ukrainische Sprinterin
- Johann Schwab (Theologe) (1731–1795), deutscher Theologe und Philosoph
- Johann von Schwab (1846–1920), österreichischer Feldmarschallleutnant
- Johann Baptist Schwab (1811–1872), deutscher Theologe, Kirchenhistoriker und Hochschullehrer
- Johann Christoph Schwab (1743–1821), deutscher Philosoph
- Johann Georg Schwab (Philologe) (auch Johannes Georgius Schwabius), deutscher Philologe
- Johann Georg Schwab (Fotograf) (1784–1852), deutscher Fotograf, Kupferstecher und Lithograf
- Johanna Schwab (1934–2024), österreichische Nonne und Hilfsprojektgründerin
- Johannes Schwab (Maler) (* 1968), deutscher Maler
- Johannes Schwab (Turner), österreichischer Turner
- Johannes Schwab (Schauspieler), Schauspieler
- Johannes Schwab (Golfspieler) (* 1996), österreichischer Golfspieler
- Jörg Josef Schwab (* 1976), deutscher Kirchenmusiker
- Josef Schwab (Richter) (1807–1873), österreichischer Jurist und Politiker sowie Richter am Obersten Gerichtshof von Österreich
- Josef Schwab (Journalist) (1865–1940), deutscher Journalist
- Josef Schwab (Musiker) (* 1934), deutscher Cellist
- Jürgen Schwab (Übersetzer) (* 1940er-Jahre), deutscher Übersetzer
- Jürgen Schwab (Musiker) (* 1962), deutscher Musiker, Musikwissenschaftler und Journalist
- Jürgen Schwab (Publizist) (1967–2023), deutscher Publizist
- Justus Schwab (1847–1900), Betreiber einer New Yorker Kneipe

### K
- Karl Schwab (Architekt), deutscher Architekt
- Karl Schwab (Gewerkschafter) (1920–2003), deutscher Gewerkschaftsfunktionär
- Karl Schwab (Politiker) (1936–2020), österreichischer Politiker (FPÖ) und Landwirt
- Karl Heinrich von Schwab (1781–1847), deutscher Richter und Politiker
- Karl-Heinz Schwab (1920–2008), deutscher Jurist
- Karl Heinz Schwab, Geburtsname von Ralf Bendix (1924–2014), deutscher Schlagersänger, Produzent, Komponist und Texter
- Karl-Heinz Schwab (Journalist) (* 1927), deutscher Fernsehjournalist
- Karl-Tobias Schwab (1887–1967), deutscher Glasmaler, Schriftgestalter und Hochschullehrer
- Klaus Schwab (Geologe) (* 1932), deutscher Geologe
- Klaus Schwab (* 1938), deutscher Wirtschaftswissenschaftler, Gründer des Weltwirtschaftsforums
- Konrad Ludwig Schwab (1780–1859), deutscher Tiermediziner
- Kunigunde Schwab (1910–1997), deutsche Politikerin (KPD)

### L
- Lisa Schwab (* 1989), deutsche Fußballspielerin
- Löw Schwab (1794–1857), österreichischer Rabbiner
- Ludwig Schwab (Fotograf) (1899/1900–1939), österreichischer Fotograf
- Ludwig Schwab (Politiker) (1921–1987), deutscher Politiker (CDU), MdL Hessen

### M
- Margaretha Schwab-Plüss (1881–1967), Schweizer Schriftstellerin
- Maria Schwab-Hasse (1909–1988), deutsche Malerin, Grafikerin und Kunsthandwerkerin
- Marianne Rosemarie Schwab, Geburtsname von Mary Roos (* 1949), deutsche Schlagersängerin
- Martin Schwab (Marineoffizier) (1892–1970), deutscher Marineoffizier, Politiker (DVP, CDU) und Industriemanager
- Martin Schwab (Erziehungswissenschaftler) (1923–2001), deutscher Erziehungswissenschaftler und Hochschullehrer
- Martin Schwab (Musiker) (1926–2012), deutscher Volksmusikant
- Martin Schwab (Schauspieler) (* 1937), deutscher Schauspieler
- Martin Schwab (niederländischer Schauspieler) (* 1962), auch Regisseur
- Martin Schwab (Jurist) (* 1967), deutscher Jurist und Politiker (ÖDP, Basisdemokratische Partei Deutschland)
- Martin Schwab (Poolbillardspieler) (* 1969), deutscher Poolbillardspieler
- Martin E. Schwab (* 1949), Schweizer Neurobiologe
- Matthias Schwab (Mediziner) (* 1963), deutscher Arzt, Pharmakologe und Hochschullehrer
- Matthias Schwab (Eishockeyspieler)  (* 1986), österreichischer Eishockeyspieler
- Matthias Schwab (Golfspieler) (* 1994), österreichischer Golfspieler
- Marx Schwab, deutscher Silberschmied Mitte des 16. Jahrhunderts
- Max Schwab (Goldschmied), deutscher Goldschmied und Erfinder
- Max Schwab (Mediziner, 1880) (1880–1951), deutscher Gynäkologe
- Max Schwab (Mediziner, 1917) (1917–1979), deutscher Internist und Hochschullehrer
- Max Schwab (Geologe) (1932–2024), deutscher Geologe und Hochschullehrer
- Michael Schwab (Gewerkschafter) (1853–1898), deutsch-amerikanischer Gewerkschafter
- Michael Schwab (General) (1919–1996), deutscher Generalmajor der Bundeswehr
- Michael Schwab (Leichtathlet), deutscher Leichtathlet
- Michael Schwab-Trapp (1957–2004), deutscher Soziologe
- Moïse Schwab (1839–1918), französischer Gelehrter, Übersetzer und Bibliothekar
- Monika Schwab (* 1954), deutsche Schlagersängerin, siehe Tina York

### O
- Oscar Schwab (1882–1955), schweizerisch-US-amerikanischer Radsportler
- Osmund Schwab (* 1923), deutscher Journalist
- Otto Schwab (Studentenfunktionär) (1889–1959), deutscher Studentenfunktionär und Generalleutnant der Waffen-SS
- Otto Schwab (Ringer), österreichischer Ringer
- Otto Schwab (Fußballtrainer), deutscher Fußballspieler und -trainer
- Otto Schwab (Offizier) (1903–1972), deutscher Offizier
- Otto Schwab (Fußballspieler) (1915–2015), deutscher Fußballtorwart

### P
- Paul Schwab (Theologe) (1609–1646), deutscher Pastor und Theologe
- Paul Schwab (Forstmann) (1919–2010), österreichischer Forstmann
- Paul Schwab (Eiskunstläufer), jugoslawischer Eiskunstläufer
- Paulina Schwab (* 1998), deutsche Schauspielerin
- Peter Schwab (Schultheiss) (um 1320–nach 1362), Schweizer Politiker, Schultheiss von Bern
- Peter Schwab (Bildhauer) (1729–1791), deutscher Bildhauer
- Peter Schwab (Politikwissenschaftler) (* 1940), US-amerikanischer Politikwissenschaftler und Hochschullehrer
- Peter Schwab (Schauspieler) (* 1941), deutscher Schauspieler
- Peter Schwab (Manager) (* 1964), österreichischer Industriemanager
- Philipp Schwab (Philosoph) (* 1979), Philosoph und Hochschullehrer
- Philipp David Schwab (1806–1864), deutscher Ökonom und Politiker, Bürgermeister von Hockenheim
- Philomena Schwab (* 1989), Schweizer Spieldesignerin

### R
- Raymond Schwab (Schriftsteller) (1884–1956), französischer Schriftsteller
- Raymond Schwab (Fußballtrainer) (1906–??), deutscher Fußballtrainer
- Reinhold Schwab (* 1942), deutscher Klinischer Psychologe und Hochschullehrer
- Richard Schwab (1917–1981), deutscher Fußballspieler
- Robert Schwab (Mediziner, 1903) (Robert Sydney Schwab; 1903–1972), deutscher Neurologe
- Robert Schwab (Mediziner, 1905) (1905–1987), deutscher Internist und Hochschullehrer
- Robert Schwab (Mediziner, 1967) (* 1967), deutscher Chirurg
- Robert M. Schwab (* 1947), US-amerikanischer Wirtschaftswissenschaftler und Hochschullehrer
- Roland Schwab (Jurist) (* 1959), deutscher Jurist und Manager
- Roland Schwab (Musiker) (* 1963), Schweizer Musiker
- Roland Schwab (Regisseur) (* 1969), deutscher Musiktheaterregisseur
- Roland Schwab (Volleyballtrainer) (* 1983), österreichischer Volleyballtrainer
- Rolf Schwab (* 1953), Schweizer Schauspieler
- Rosemarie Schwab (* 1949), deutsche Schlagersängerin, siehe Mary Roos
- Rudolf Schwab (1915–1985), Schweizer Lehrer, Jurist und Politiker
- Ruth Seiler-Schwab (1918–2015), Schweizer Pädagogin

### S
- Sarah Schwab (* 1993), Schweizer Unihockeyspielerin
- Sebastian Schwab (* 1977), deutscher Schauspieler und Regisseur
- Sepp Schwab (Max Joseph Schwab; 1897–1977), deutscher Journalist, Diplomat und Politiker (USPD, KPD, SED)
- Sigi Schwab (1940–2024), deutscher Gitarrist und Komponist
- Stefan Schwab (Mediziner) (* 1961), deutscher Neurologe
- Stefan Schwab (Leichtathlet) (* 1987), deutscher Leichtathlet
- Stefan Schwab (Fußballspieler) (* 1990), österreichischer Fußballspieler
- Susan Schwab (* 1955), US-amerikanische Politikerin und Wirtschaftsmanagerin
- Susanne Schwab, deutsche Schauspielerin, Synchronsprecherin, Kabarettistin und Moderatorin
- Sven Schwab (* 1970), deutscher Heraldiker

### T
- Theodor Schwab (Mediziner) (Theodor Schwab-Plüss; 1876–1970), Schweizer Mediziner
- Theodor Schwab (Philologe) (1890–??), deutscher Klassischer Philologe
- Thomas Schwab (Rennrodler) (* 1962), deutscher Rennrodler und Trainer
- Thomas Schwab (Musiker) (* 1975), deutscher Musiker
- Thomas Schwab (Eishockeyspieler) (* 1983), deutscher Eishockeyspieler
- Thorsten Schwab (* 1975), deutscher Politiker (CSU)
- Tobias Schwab (* 1985), deutscher Eishockeyspieler

### U
- Ulrich Schwab (Theaterleiter) (* 1941), deutscher Theaterleiter
- Ulrich Schwab (Theologe) (* 1957), deutscher Theologe
- Ulrich Schwab (Schauspieler), Schauspieler
- Ulrike Schwab (* 1973), deutsche Schauspielerin
- Ute Schwab (1928–2013), deutsche Germanistin und Hochschullehrerin
- Uwe Schwab (1941/1942–2006), deutscher Sportfunktionär

### V
- Valentin Schwab (1948–2012), deutscher Fotograf und Filmemacher
- V. E. Schwab (* 1987), US-amerikanische Autorin
- Vinzenz Schwab (* 1981), österreichischer elektroakustischer Komponist, Sounddesigner und Improvisationsmusiker

### W
- Walter Schwab (Unternehmer) (1912–2006), Schweizer Unternehmer
- Walter Schwab (Fußballspieler) (* 1944), deutscher Fußballspieler
- Waltraud Schwab (* 1956), deutsche Journalistin und Schriftstellerin
- Werner Schwab (Mediziner) (1922–2004), deutscher HNO-Arzt
- Werner Schwab (1958–1994), österreichischer Schriftsteller
- Wilhelm Schwab (Architekt), deutscher Architekt
- Wilhelm Schwab (Klavierbauer) (um 1785–1856), ungarischer Klavierbauer
- Wilhelm Schwab (Parteifunktionär) (1874–1958), deutscher Parteifunktionär (SPD, USPD, KPD)
- Wilhelm Schwab (Theologe) (1911–1992), deutscher Theologe und Lehrer
- Winfried Schwab (* 1964), deutscher Benediktiner, Abt von Neuburg
- Wolfgang Schwab (1956–2016), deutscher Zahnarzt und Biochemiker